# آنتونیو ژدر
آنتونیو ژدر مالتا کامیلو (به پرتغالی: Antônio Géder Malta Camilo) مدافع اهل برزیل است که در شهر Recreio و در تاریخ ۲۳ آوریل ۱۹۷۸ به دنیا آمده‌است.
آنتونیو ژدر در تیم‌های فوتبال واسکو دوگاما سابقهٔ حضور دارد.